# Číhaná (Teplá)
Číhaná (německy Kschiha) je malá vesnice, část města Teplá v okrese Cheb v Karlovarském kraji. Nachází se asi šest kilometrů severozápadně od Teplé. Číhaná leží v katastrálním území Číhaná u Poutnova o rozloze 3,7 km².

## Historie
První písemná zmínka o vesnici pochází z roku 1273, kdy papež Řehoř X. potvrdil její držení premonstrátům kláštera Teplá.
Obec byla vystavěna jako typická okrouhlice a její název byl původně Číháň. Od 17. století až do roku 1945 se používal německý název Kschiha. V roce 1680 zde došlo k povstání proti robotě, které bylo brzy potlačeno, hlavní organizátoři skončili před soudem. Ve 20.  letech 20.  století zde byla postavena škola, do které chodily i děti ze sousední vesnice Babice. Farností spadala vesnice pod Mnichov s kostelem svatého Petra a Pavla. Po druhé světové válce a odsunu německého obyvatelstva došlo jen k částečnému dosídlení a vesnice stagnovala. Obec spravoval Místní národní výbor v Poutnově.

## Obyvatelstvo
Při sčítání lidu v roce 1921 zde žilo 214 obyvatel, z nichž bylo 213 Němců a jeden cizinec. Všichni obyvatelé se hlásili k římskokatolické církvi.
| Rok                                                           | 1869 | 1880 | 1890 | 1900 | 1910 | 1921 | 1930 | 1950 | 1961 | 1970 | 1980 | 1991 | 2001 | 2011 | 2021 |
| ------------------------------------------------------------- | ---- | ---- | ---- | ---- | ---- | ---- | ---- | ---- | ---- | ---- | ---- | ---- | ---- | ---- | ---- |
| Počet obyvatel                                                | 284  | 264  | 302  | 271  | 239  | 214  | 232  | 42   | 44   | 59   | 9    | -    | 5    | 10   | 8    |
| Počet domů                                                    | 44   | 46   | 48   | 46   | 46   | 48   | 48   | 24   | -    | 8    | 4    | 1    | 5    | 5    | 6    |
| Počet domů z roku 1961 je zahrnut v přehledu vesnice Poutnov. |      |      |      |      |      |      |      |      |      |      |      |      |      |      |      |

## Obecní správa
Při sčítání lidu v letech 1850–1949 Číhaná byla samostatnou obcí v okrese Teplá. V letech 1950–1959 byla osadou obce Mnichov v okrese Mariánské Lázně. V letech 1961–1975 byla častí obce Poutnov v okrese Karlovy Vary. Od 1. července 1975 je částí města Teplá v okrese Karlovy Vary, ale od 1. ledna 2007 v okrese Cheb.

## Pamětihodnosti
- Usedlost ev. č. 4 (dříve čp. 18) (kulturní památka).[10]
- Socha svatého Jana Nepomuckého (kulturní památka) pocházející ze zaniklé obce Vranov.[11] V roce 2017 nechalo tuto památku město Teplá zrestaurovat.[5]

## Galerie

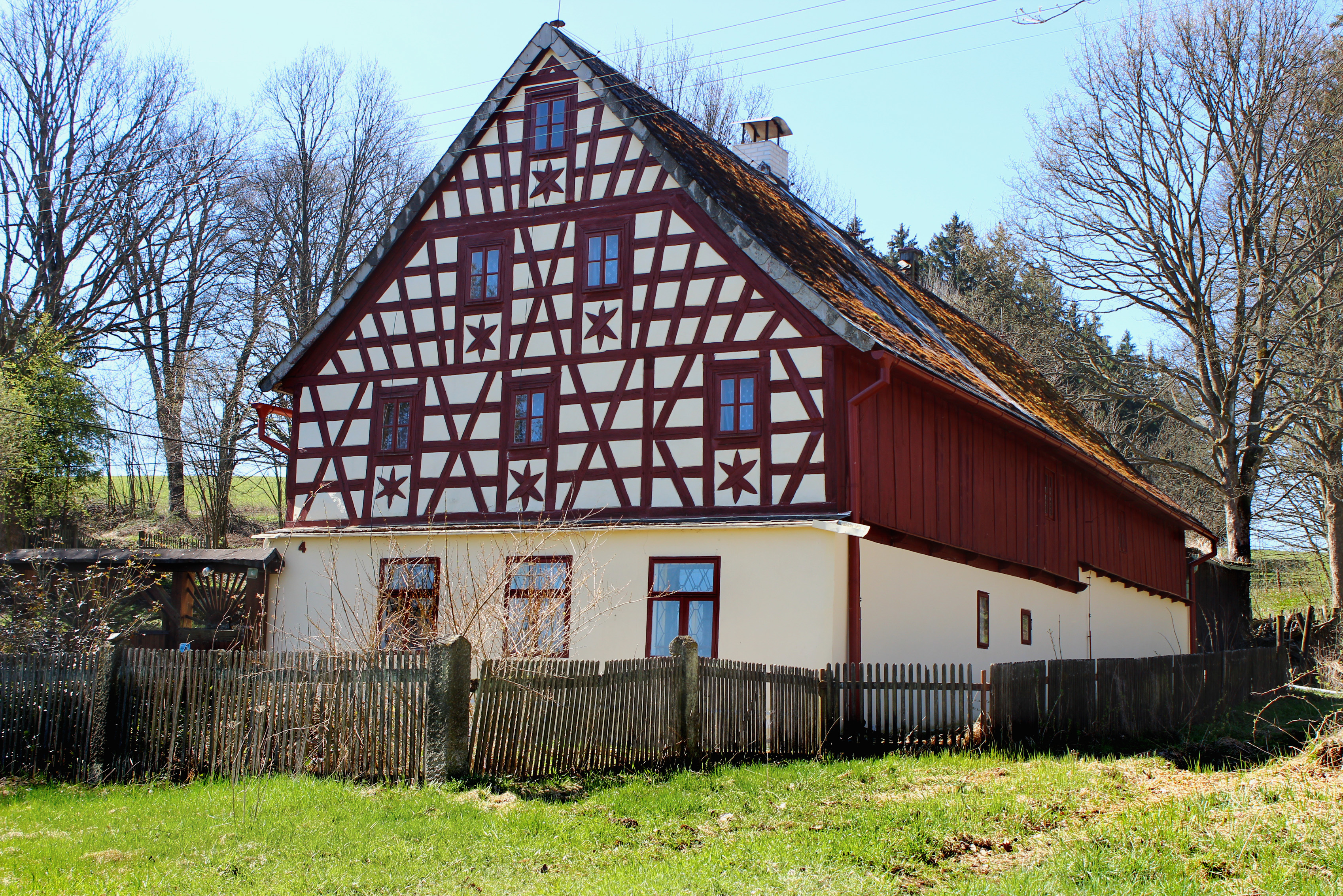
Opravená chalupa dříve čp. 18, dnes ev.č. 4
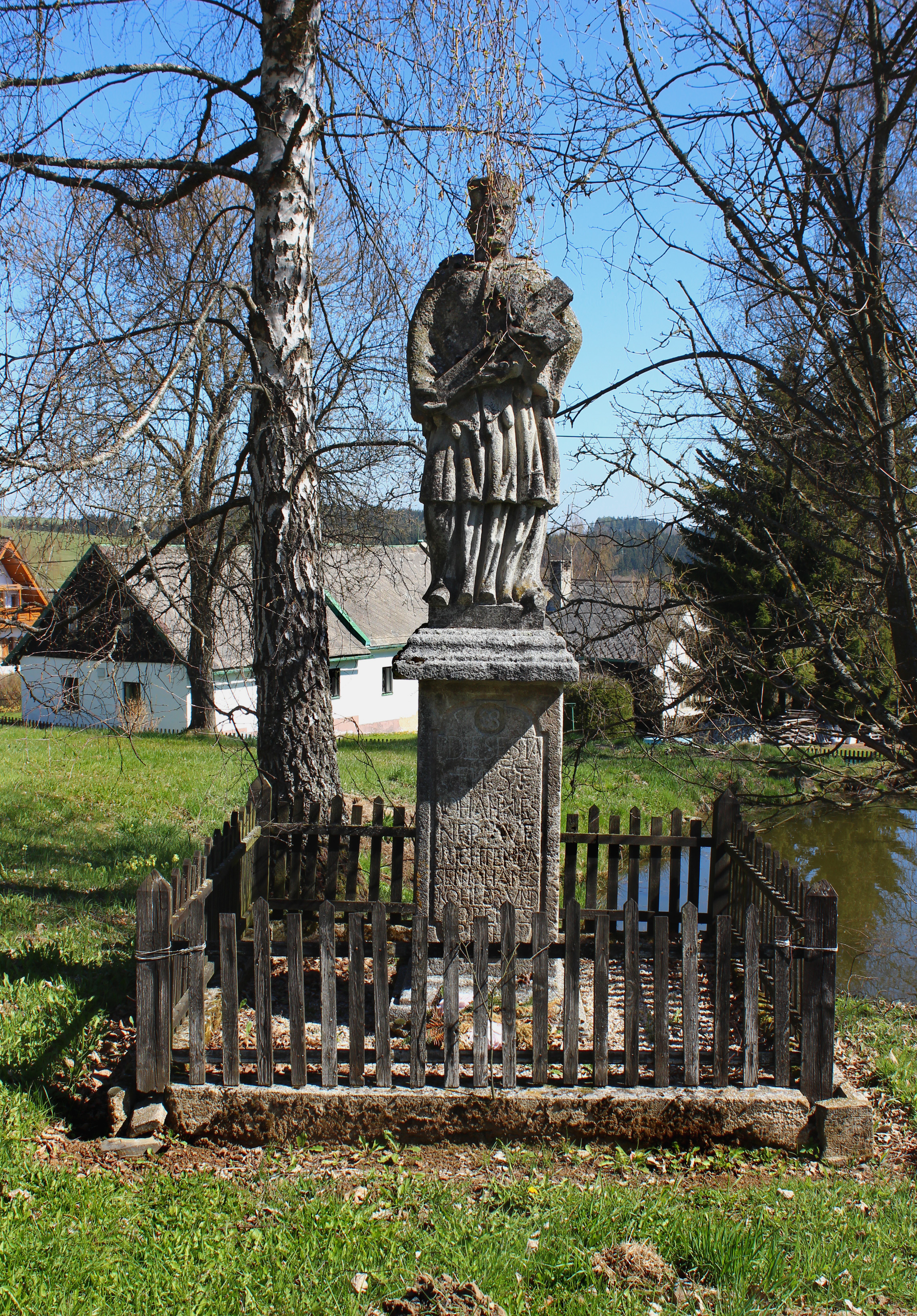
Socha Jana Nepomuckého
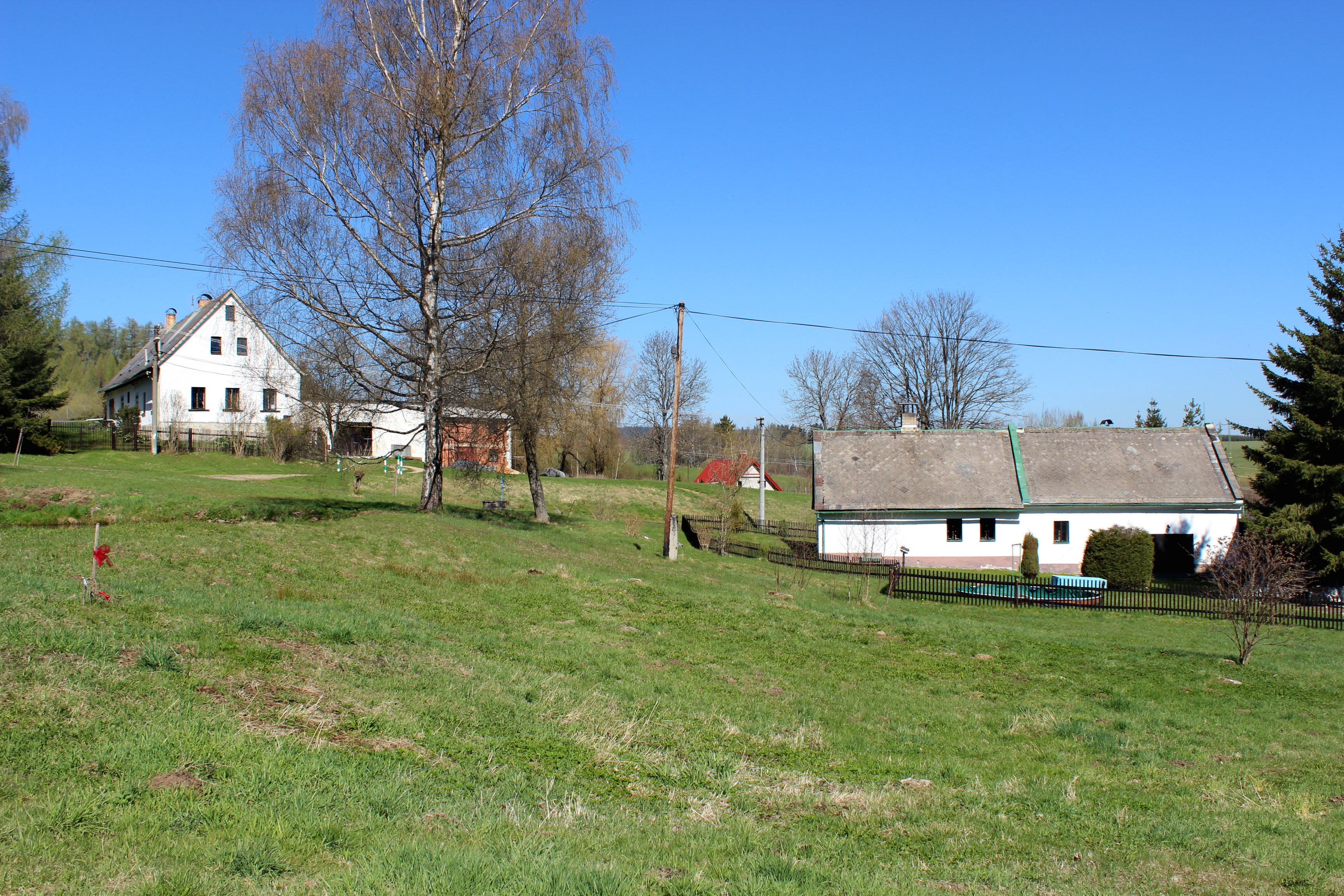
Roztroušené domky po obvodu návsi
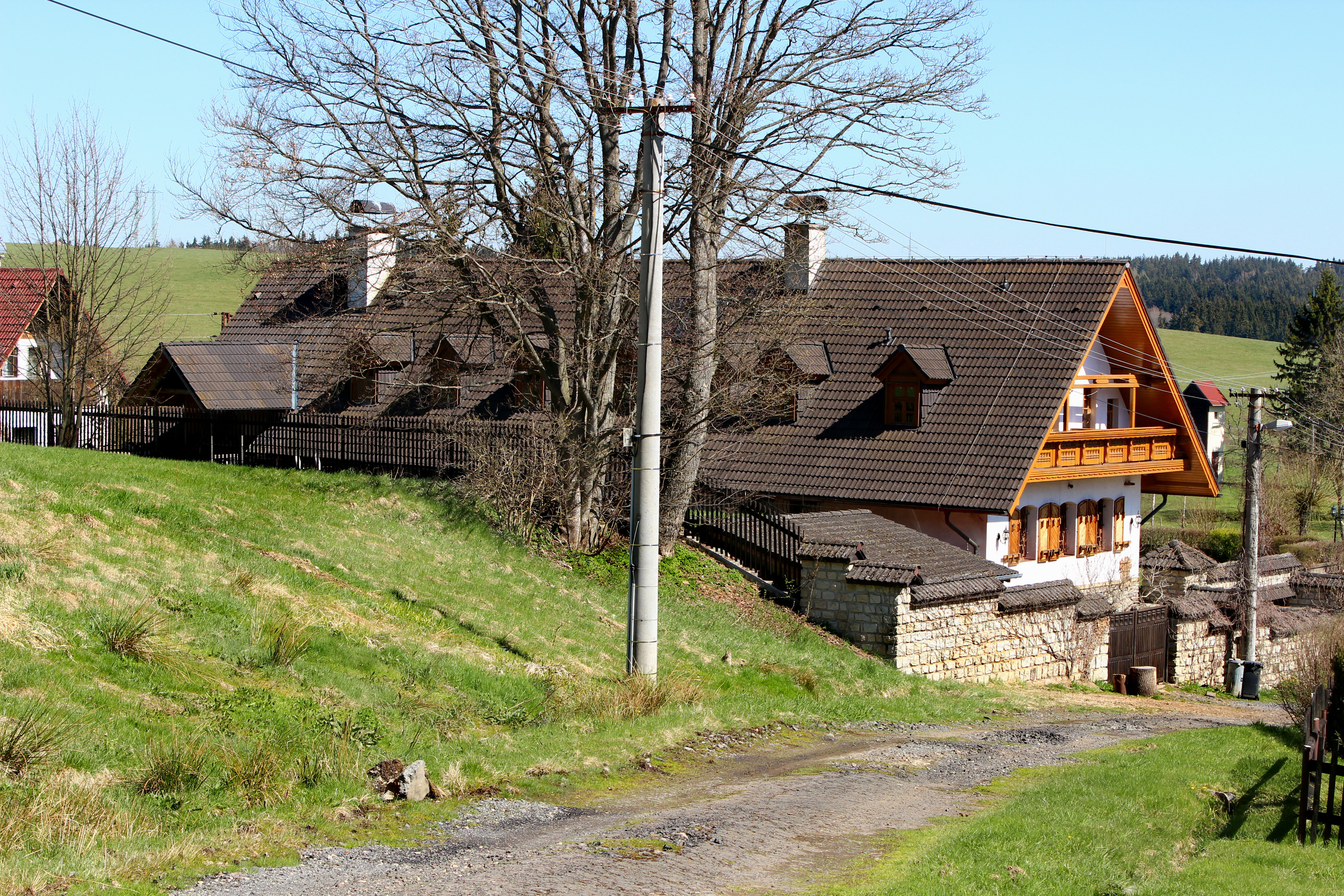
Nová chalupa